# Ершевская (Красноборский район)
Ерше́вская — деревня на юге Красноборского района Архангельской области. Административный центр Телеговского сельского поселения.

## История

### Общие сведения
В архивах упоминается деревня Ершевская: 22 июня 1807 года в Устьевдской церкви произошёл пожар, уничтоживший церковь и накопления на новый каменный храм, прихожанка с младенцем из деревни Ершевской увидела и пожар и побежала в Красноборск за помощью. Ершевская — это одна из деревень «1 фермы» (народное название). В состав 1 фермы относятся деревни: Ершевская, Городищенская, Ильинская и Марковская.
Известно, что с 1898 по 1901 год художник А. А. Борисов строил себе дачу. До 1914 года художник редко появлялся на своей даче, приезжал только на лето, а с 1914 по 1934 год жил здесь всё время. С 1934 года в здании сделали парашютную школу, с 1939 года здесь располагался санаторий для больных туберкулёзом. В этом санатории работала известный врач Мария Николаевна Фаворская. Новое здание санатория было построено в 1965 году. В 1968 году угроза туберкулёза была устранена, поэтому сейчас санаторий простой оздоровительный.

### Развитие деревни
В конце 1920-х — начале 1930-х был образован колхоз, объединяющий деревни. Позже колхоз объединил в единый Телеговский совхоз. По Красноборскому району совхоз был одним из самых результативных совхозов, уступая Черевковскому и Пермогорскому. 11 января 1891 года была открыта Евдская школа, школу перестраивали в 1914 году, в школе было 4 класса, 3 учителя и 50-100 человек учеников. Из-за ветхости здания 1 сентября 1967 года была открыта новая школа в кирпичном исполнении, со спортзалом, мастерскими, стадионом и котельной.
Бытует мнение, что самостоятельной библиотеки у деревни не было, книги получали в Красноборске или на Евде. Однажды совхоз «Телеговский» получил премию книгами, так и образовалась библиотека. Примерно это было в 1960-х годах. В 1976—1979 гг. была построена кирпичная контора Телеговского совхоза. После пожара в библиотеке в сентябре 1981 года она переехала туда. С развитием деревни в 1950-х — 1960-х гг. увеличилось население деревни, начали строиться новые дома. В 1985 году был построен новый Дом Культуры. В 1990-х годах совхоз был обанкрочен, скотные дворы были разобраны на кирпич.

## Географическое положение
Ершевская располагается на юге Красноборского района, на левом берегу реки Северная Двина.
Расстояние по автодорогам до Красноборска составляет 3 км, до Архангельска — 545 км, до Котласа — 55 км.

## Демография
Постоянное население деревни (по данным на 2009 г.) составляет 677 человек, в том числе 166 пенсионеров и 120 детей,
| 2009 | 2016 |
| 677  | 1032 |

## Социальная сфера
В деревне действует клуб, построенный в 1985 году, фельдшерский пункт, почтовое отделение, 3 магазина. В деревне есть школа, детский сад, неподалёку санаторий «Солониха» В деревне располагается администрация Телеговского сельского поселения Красноборского района. В пределах деревни находится Детский оздоровительный санаторий им. Фаворской, а также музей-усадьба художника А. А. Борисова.

## Транспорт
Через деревню Ершевская проходит автодорога Архангельск — Котлас. Деревня связана автобусным сообщением с Красноборском, Котласом, Великим Устюгом, Коряжмой, Архангельском, Северодвинском.
Автобусы:
- Котлас — Красноборск — Котлас (Остановка в Ершевской)
- Архангельск — Котлас — Архангельск (Остановка в Ершевской)
- Архангельск — Коряжма — Архангельск (Остановка в Ершевской)
- Северодвинск — Котлас — Северодвинск (Остановка в Ершевской)
- Котлас — Черевково — Котлас (Остановка в Ершевской)
- Котлас — Верхняя Тойма — Котлас (Остановка в Ершевской)
- Архангельск — Великий Устюг — Архангельск (Остановка в Ершевской)